# Hrvatska ratna mornarica
Hrvatska ratna mornarica (pol. Chorwacka marynarka wojenna) – marynarka wojenna Chorwacji, część sił zbrojnych tego państwa. Utworzona 12 września 1991 roku, po powstaniu niepodległej Chorwacji.
Częścią marynarki jest Straż Wybrzeża. Główną bazą marynarki jest Split, a pozostałymi są Pula i Ploče. Głównymi okrętami bojowymi marynarki jest pięć dużych kutrów rakietowych (stan na 2024).

## Historia

### XX wiek do 1991 roku
Chorwacja z uwagi na położenie ma długie tradycje morskie, a do XI wieku Królestwo Chorwacji posiadało marynarkę na Adriatyku. W czasach najnowszych Chorwacja była przez większość czasu niesamodzielną częścią większych organizmów państwowych, jak Trójjedyne Królestwo Chorwacji, Slawonii i Dalmacji w składzie Cesarstwa Austro-Węgier (do 1918 roku) i Królestwo Serbów, Chorwatów i Słoweńców, a następnie Jugosławia (między 1918 a 1991 rokiem). Jako taka, nie posiadała własnej marynarki wojennej, aczkolwiek wybrzeże chorwackie i dalmatyńskie stanowiło główny dostęp Austro-Węgier do morza i zlokalizowano tam bazy Austro-Węgierskiej Marynarki Wojennej. Chorwaci stanowili też największą część załóg marynarki zarówno Austro-Węgier, jak i Jugosławii.
W okresie II wojny światowej powstało marionetkowe faszystowskie Niepodległe Państwo Chorwackie, sprzymierzone z państwami Osi, które utworzyło w kwietniu 1941 roku Marynarkę Chorwacką (Hrvatska mornarica). Jej wyposażenie stanowiły niewielkie przybrzeżne jednostki patrolowe oraz okręty rzeczne na Dunaju i Sawie. Dopiero od końca 1943 roku otrzymała większe jednostki dawnej marynarki jugosłowiańskiej. 1 stycznia 1945 roku Marynarka Chorwacka została zlikwidowana przez Niemców. Koniec wojny przyniósł kres Niepodległego Państwa Chorwackiego, a Chorwacja nadal była częścią Jugosławii. Stan ten trwał do rozpadu Jugosławii i ogłoszenia niepodległości przez Chorwację w lipcu 1991 roku.

### Od 1991 roku

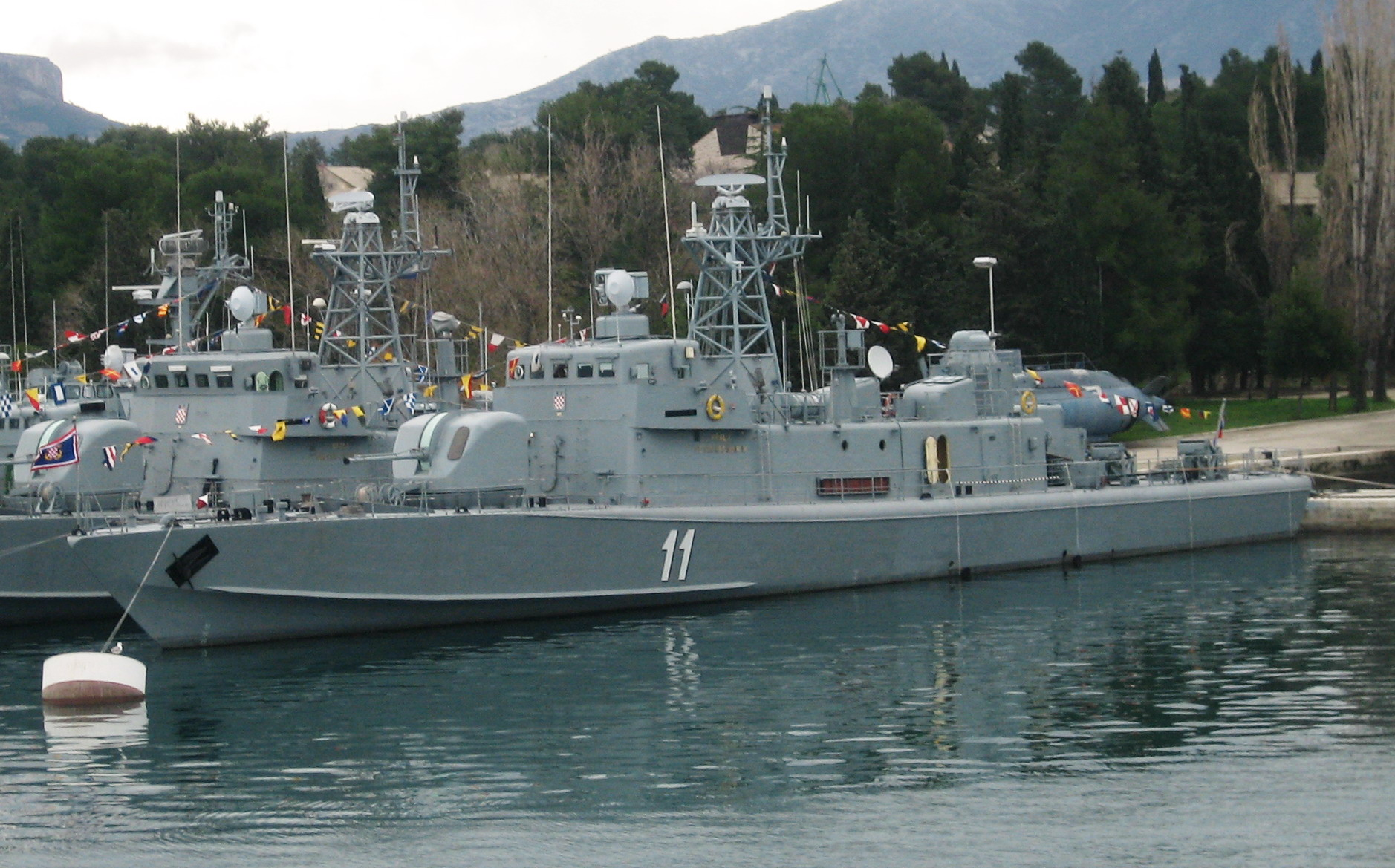
Chorwackie kutry rakietowe, na pierwszym planie „Kralj Petar Krešimir IV”

Chorwacka marynarka wojenna niepodległej Chorwacji została utworzona 12 września 1991 roku. Większość jej jednostek pochodziła początkowo z przejęcia lub zdobycia części okrętów marynarki jugosłowiańskiej. Chorwacja nie przejęła jednak żadnych większych okrętów bojowych, a trzon floty na początku stanowiły trzy kutry rakietowe, w tym tylko jeden nowoczesny typu Končar („Šibenik”) i dwa przestarzałe typu Osa (jeden uszkodzony), oraz jeden kuter torpedowy projektu 201. Oprócz tego, marynarka przejęła tylko cztery okręty patrolowe typu Mirna oraz nieliczne trałowce i niewielkie jednostki desantowe, częściowo uszkodzone na skutek wojny domowej i wyremontowane.
Na skutek przejęcia i ukończenia okrętów znajdujących się w budowie, marynarka otrzymała w 1992 i 2001 roku dwa nowe duże kutry rakietowe typu Kralj. Wraz z odkupionymi w 2008 roku dwoma fińskimi kutrami rakietowymi typu Helsinki, trzy kutry rakietowe typów Kralj i Končar stanowiły rdzeń okrętów bojowych marynarki Chorwacji w pierwszych dwóch dekadach XXI wieku. Nowymi większymi okrętami były dwa okręty desantowe typu Silba, budowane dla marynarki Jugosławii i ukończone do połowy lat 90. Okrętem szkolnym i patrolowym oraz jedną z największych jednostek stał się były okręt hydrograficzny „Andrija Mohorovičić”. Chorwacja nie miała w służbie okrętów podwodnych z wyjątkiem przejętego po Jugosławii miniaturowego okrętu podwodnego „Velebit” służącego do transportu płetwonurków. W 2007 roku w strukturach marynarki utworzono Straż Wybrzeża, która przejęła jednostki patrolowe.

## Organizacja
Marynarka chorwacka jest zorganizowana, według stanu na 2016 rok w:
- dowództwo
- Flotyllę
- Straż Wybrzeża
- brzegowy batalion dozorowania
- centrum szkolne
- bazę morską Split.

Główną bazą marynarki i siedzibą dowództwa jest Split, drugorzędną bazą jest Ploče, a w przypadku Straży Wybrzeża Pula. Byłą bazą na początku XXI wieku był również Szybenik. W 2016 roku marynarka liczyła 1743 osoby personelu, w tym 396 oficerów.